# José Molina León
José Molina León (f. 1923) fue un director de orquesta y compositor español.

## Biografía
Nació en la ciudad española de Córdoba en 1869 o 1870, dependiendo de la fuente. Fue uno de los músicos fundadores del Real Centro Filarmónico Eduardo Lucena, al frente de cuya agrupación, como director, lideró excursiones artísticas a lugares como Oporto y Londres. Desempeñó durante algún tiempo la dirección de la banda municipal de Córdoba, y, habiendo dejado escritas un buen número de obras, se dedicó preferentemente a la composición y a la enseñanza. Compuso desde pasacalles hasta pasodobles pasando por jotas y caprichos, y lo hizo tanto para orquesta —El primer vestido de largo, Guerrita, Vals de panderas, Olé mi Córdoba y La Palomera, entre otras— como para coro y orquesta —La mariposa, Los tunos, Mi cantar, Amor de estudiante, La caridad, Bajo la parra, El gondolero, A Córdoba, Los Pierrots—. Falleció en Madrid en 1923.